# Johann Heinrich Siegmund Rentsch
Johann Heinrich Siegmund Rentsch (geb. 3. Dezember 1757 in Weimar; gest. 28. Februar 1803 ebenda) war von 1793 bis 1797 Oberbürgermeister der Stadt Weimar.  Rentsch war zudem Stadtrichter bzw. Gerichtssekretär. Er war nicht der erste Bürgermeister, aber der erste Oberbürgermeister Weimars, das zu der Zeit ein unbesoldetes Ehrenamt war.
Rentsch war Sohn des Kommissionsrates Johann Heinrich Salomon Rentsch. Er studierte in Jena Rechtswissenschaft, absolvierte 1779 sein Studium und war zeitweise bei Goethe als Schreiber angestellt. 1798 war er Gerichtsassessor, vorher ab 1780 in Weimar als Rechtsanwalt. Ein Brief Rentschs von 1778 hat sich erhalten. Dieser ist im Grunde seine Bewerbung bei Goethe. Über ihn selbst ist wenig bekannt. Er muss aber erhebliches Ansehen gehabt haben, dass er unter die Honoratioren Weimars zählte, lange bevor er in das Bürgermeisteramt gewählt wurde.  Herzog Carl August hatte die Absicht, dass künftig der Bürgermeister zugleich Jurist und Stadtrichter sein sollte, zumal es mit den Stadtfinanzen Weimars schlecht bestellt war. Er sollte nicht mehr wie bisher dem Wechsel unterliegen. Seine Amtszeit liegt somit am Beginn umfassender Reformen in der Weimarer Stadtverwaltung. Sein ältester Sohn Heinrich Karl Friedrich Rentsch (geb. 1789) war zudem Spielkamerad von August von Goethe. Rentschs Frau war Johanna Christiane Marie Rentsch, geb. Strasburger. Rentsch war selbst auch Gast im Hause Goethe, wie Christiane von Goethe in einem Brief an ihren Mann vom 21. November 1799 erwähnt.